# DJ Wolfe
De Vonne Jesron "DJ" Wolfe (Lawton, 20 gennaio 1986) è un ex giocatore di football americano statunitense, che ha giocato come runningback.
Nel suo periodo ai Calanda Broncos ha vinto il titolo europeo.

## Palmarès
- 1 Eurobowl (Calanda Broncos: 2012)